# Chimbala
Leury José Tejeda Brito (Santo Domingo, 18 de mayo de 1989), conocido musicalmente como Chimbala, es un cantante dominicano. Ha sido reconocido por Billboard como uno de los principales intérpretes de dembow en América Latina.
Ha colaborado con artistas como Justin Quiles, Wisin, Farruko, Natti Natasha, entre otros, posicionando canciones como «Loco» y «WOW BB» en listas de Billboard.

## Carrera musical
En 2012, Chimbala lanzó los temas «Tu ere un loco» y «Cuenta conmigo» (con la colaboración de Pablo Piddy y Toxic Crow), entre otros. En 2014 lanzó el tema “Tu no corre a na”, en respuesta a una canción donde El Alfa lo atacaba.
Chimbala retomó su trabajo en la música urbana a finales de 2016 con el tema «Tamo burlao», una colaboración con su colega El Fother. Desde su lanzamiento el 11 de octubre de 2016, esta canción ha logró más de 7 millones de visualizaciones, generando interés por algunos medios urbanos. En palabras del propio Chimbala, 2016 fue un año de mucho trabajo porque logró pegar varias canciones, hizo un videoclip, recorrió varios países, se mantuvo popular entre el público y conquistó otros mercados.
En 2018, lanzó «Maniquí», siendo el sencillo que le dio a Chimbala mayor impulso a su carrera. Se estrenó el 18 de mayo de 2018 en su canal de YouTube, el video a un par de meses de su estreno ya contaba con más de 18 millones de reproducciones en su canal de YouTube., donde se puede ver a unas chicas realizando coreografías en el video, este fue producido por el sello Crea Fama Inc. La canción ha tenido gran fama en Latinoamérica, Miami y en lugares de Europa como España o Italia. Ese mismo año la canción sería prohibida en República Dominicana por la Comisión Nacional de Espectáculos Públicos y Radiofonía junto a otros temas que consideraron "no aptas y debido al alto contenido obsceno que exhiben, tanto en sus letras como en sus videos". Luego de una corrección en sus letras, la canción sería añadida nuevamente a las radios y a la programación habitual.
En enero de 2019, Chimbala lanzó el tema «Colombiana», producido por B-One bajo el sello de La Para Records, perteneciente al reguetonero Mozart La Para, ese mismo mes lanzó el tema «El Pito Remix Internacional», así como realizó una serie de actuaciones en clubes nocturnos durante este tiempo.
En 2021, llegaría el lanzamiento del sencillo Loco, una colaboración entre Justin Quiles y el dúo Zion & Lennox, canción que se posicionaría #1 en la lista Latin Airplay de Billboard, y recibiría una certificación en triple platino por la RIAA, y Oro en España e Italia. Lideraría también en Los 40 de España.
En 2022, formó parte del escenario de Premio Lo Nuestro con el sencillo «Wow BB» de Natti Natasha junto a El Alfa, canción que se estrenaría en esta gala, canción que recibiría una certificación de la RIAA en platino en marzo del mismo año. Posteriormente, lanzó su sencillo «Feliz», el cual alcanzó el #1 en Monitor Latino en República Dominicana. En 2023 repetiría este puesto con «Déjate ver», y colaboraría con el colombiano Kamm.

## Premios y reconocimientos

### Heat Latin Music Awards
- 2021: Mejor Artista Urbano Dominicano (nominado)
- 2022: Mejor artista urbano dominicano (Nominado) y Mejor Colaboración por «Loco» con Justin Quiles y Zion & Lennox (Ganadores)[22]
- 2023: Mejor artista urbano dominicano (Nominado)[23]

### Otros
- 2021: Certificación de la RIAA por su colaboración con Omega en la canción «Se me nota (agárrame)» [24]
- 2022: Monitor Music Awards como Mejor Artista Dembow (Nominado)
- 2022: Premios Tu Música Urbano como Top Artista Dembow (Nominado)[25]
- 2022: Premios Juventud como La Mezcla Perfecta (Canción con la mejor colaboración) y La Coreo Más Hot (Videos con coreografías auténticas) por «WOW BB» (Nominados)[26]
- 2022: Certificación de la RIAA por su colaboración con Justin Quiles y Zion & Lennox en la canción «Loco»